# Oxycercichthys veliferus
Oxycercichthys veliferus är en fiskart som först beskrevs av Lubbock, 1980.  Oxycercichthys veliferus ingår i släktet Oxycercichthys och familjen Pseudochromidae. Inga underarter finns listade i Catalogue of Life.